# WTA-toernooi van Sydney
Het WTA-toernooi van Sydney is een jaarlijks terugkerend tennistoernooi voor vrouwen dat onderdeel is van het tennistoernooi van Sydney en wordt georganiseerd in de Australische stad Sydney. De officiële naam van het toernooi was in 2022: Sydney Tennis Classic.
De WTA organiseert het toernooi dat in de categorie "Premier" / WTA 500 valt en wordt gespeeld op hardcourtbanen.
Tegelijkertijd met dit toernooi wordt op dezelfde locatie het ATP-toernooi van Sydney voor de mannen gehouden.
Het toernooi vond voor het eerst plaats in 1885.
In de periode 1976–1979 werden (in november/december) twee toernooien in Sydney gehouden, de eerste in de Colgate Series, de tweede onder de naam New South Wales Open.
In het eerste decennium van de 21e eeuw werden vijf finales door Belgische tennisspeelsters gewonnen:
- door Kim Clijsters in 2003 en 2007;
- door Justine Henin in 2004, 2006 en 2008.

## Officiële toernooinamen
Het toernooi heeft meerdere namen gekend, afhankelijk van de hoofdsponsor:
| 1935, 1952/53, 1960/61–1967/68 | New South Wales Championships                |
| 1969                           | AMPOL New South Wales Open                   |
| 1970                           | Dunlop New South Wales Open                  |
| 1971–1976                      | New South Wales Open                         |
| 1977–1978                      | Marlboro New South Wales Open                |
| 1979–1980                      | Nabisco New South Wales Open                 |
| 1981–1985                      | Building Society New South Wales Open        |
| 1986–1987                      | Family Circle New South Wales Open           |
| 1988–1989                      | New South Wales Open                         |
| 1990–1991                      | Holden New South Wales Open                  |
| 1992                           | New South Wales Open Tournament of Champions |
| 1993–1995                      | Peters New South Wales Open                  |
| 1996                           | Peters Invitational                          |
| 1997–1998                      | Sydney International                         |
| 1999–2004                      | Adidas International                         |
| 2005–2011                      | Medibank International                       |
| 2012–2017                      | Apia International Sydney                    |
| 2018–2019                      | Sydney International                         |
| 2022                           | Sydney Tennis Classic                        |

## Meervoudig winnaressen enkelspel
| speelster               | aantal titels | in de jaren                           |
| ----------------------- | ------------- | ------------------------------------- |
| / Martina Navrátilová   | 5             | 1976, 1982/83, 1984/85, 1985/86, 1989 |
| Evonne Goolagong/Cawley | 4             | 1972, 1974/75, 1975/76, 1977/78       |
| Martina Hingis          | 3             | 1997, 2001, 2002                      |
| Justine Henin/Hardenne  | 3             | 2004, 2006, 2008                      |
| Margaret Court          | 2             | 1971, 1973                            |
| Gabriela Sabatini       | 2             | 1992, 1995                            |
| Kim Clijsters           | 2             | 2003, 2007                            |
| Jelena Dementjeva       | 2             | 2009, 2010                            |
| Petra Kvitová           | 2             | 2015, 2019                            |

## Finales

### Enkelspel
| Datum              | Naam                                       | Cat.                                       | ($)                                        | Ondergrond                                 | Winnares                                   | Verliezend finaliste                       | Uitslag                                    |                                            |
| ------------------ | ------------------------------------------ | ------------------------------------------ | ------------------------------------------ | ------------------------------------------ | ------------------------------------------ | ------------------------------------------ | ------------------------------------------ | ------------------------------------------ |
| 1935-11-11         | New South Wales Champ's                    |                                            |                                            | gras, buiten                               | Thelma Coyne                               | Joan Hartigan                              | 6-2, 6-4                                   |                                            |
| 1952-11-13         | New South Wales Champ's                    |                                            |                                            | gras, buiten                               | Maureen Connolly                           | Julia Sampson                              | 6-2, 6-3                                   |                                            |
| 1960-11-09         | New South Wales Champ's                    |                                            |                                            | gras, buiten                               | Jan Lehane                                 | Margaret Smith                             | 6-1, 6-3                                   |                                            |
| 1961-12-15         | New South Wales Champ's                    |                                            |                                            | gras, buiten                               | Margaret Smith                             | Darlene Hard                               | 6-2, 6-1                                   |                                            |
| 1961-12-28         | Manly Seaside Champ's                      |                                            |                                            | gras, buiten                               | Margaret Smith                             | Jan Lehane                                 | 6-0, 6-3                                   |                                            |
| 1962-11-22         | New South Wales Champ's                    |                                            |                                            | gras, buiten                               | Margaret Smith                             | Lesley Turner                              | 8-6, 6-2                                   |                                            |
| 1963-11-10         | New South Wales Champ's                    |                                            |                                            | gras, buiten                               | Margaret Smith                             | Judy Tegart                                | 6-1, 6-3                                   |                                            |
| 1964-11-19         | New South Wales Champ's                    |                                            |                                            | gras, buiten                               | Margaret Smith                             | Billie Jean Moffitt                        | 6-4, 6-3                                   |                                            |
| 1965-11-13         | New South Wales Champ's                    |                                            |                                            | gras, buiten                               | Margaret Smith                             | Nancy Richey                               | 6-2, 6-2                                   |                                            |
| 1967-11-20         | New South Wales Champ's                    |                                            |                                            | gras, buiten                               | Judy Tegart                                | Margaret Court                             | walk-over                                  |                                            |
| 1969-01-13         | New South Wales Open                       |                                            | 27.750                                     | gras, buiten                               | Margaret Court                             | Rosie Casals                               | 6-1, 6-2                                   |                                            |
| 1970-03-16         | New South Wales Open                       |                                            |                                            | gras, buiten                               | Billie Jean King                           | Margaret Court                             | 6-2, 4-6, 6-3                              |                                            |
| 1971-01-11         | New South Wales Open                       |                                            |                                            | hardcourt, buiten                          | Margaret Court                             | Olga Morozova                              | 6-2, 6-2                                   |                                            |
| 1972-01-03         | New South Wales Open                       |                                            |                                            | hardcourt, buiten                          | Evonne Goolagong                           | Virginia Wade                              | 6-1, 7-6                                   |                                            |
| 1973-01-01         | New South Wales Open                       |                                            |                                            | hardcourt, buiten                          | Margaret Court                             | Evonne Goolagong                           | 4-6, 6-3, 10-8                             |                                            |
| 1973-12-29 (1974*) | New South Wales Open                       |                                            |                                            | hardcourt, buiten                          | Karen Krantzcke                            | Evonne Goolagong                           | 6-2, 6-3                                   |                                            |
| 1974-12-16 (1975*) | New South Wales Open                       |                                            |                                            | hardcourt, buiten                          | Evonne Goolagong                           | Margaret Court                             | 6-3, 7-5                                   |                                            |
| 1975-12-15 (1976*) | New South Wales Open                       |                                            |                                            | hardcourt, buiten                          | Evonne Cawley                              | Sue Barker                                 | 6-2, 6-4                                   |                                            |
| 1976-11-29         | Colgate Sydney Open                        |                                            | 100.000                                    | gras, buiten                               | Martina Navrátilová                        | Betty Stöve                                | 7-5, 6-2                                   |                                            |
| 1976-12-27 (1977*) | New South Wales Open                       |                                            | 35.000                                     | gras, buiten                               | Kerry Reid                                 | Dianne Fromholtz                           | 3-6, 6-3, 6-2                              |                                            |
| 1977-11-14         | Colgate Sydney Open                        |                                            | 100.000                                    | gras, buiten                               | Evonne Goolagong                           | Kerry Reid                                 | 6-1, 6-3                                   |                                            |
| 1977-12-12 (1978*) | New South Wales Open                       |                                            | 35.000                                     | gras, buiten                               | Evonne Cawley                              | Sue Barker                                 | 6-2, 6-3                                   |                                            |
| 1978-12-04         | Sydney Toyota Classic                      |                                            | 75.000                                     | gras, buiten                               | Dianne Fromholtz                           | Kerry Reid                                 | 6-1, 1-6, 6-4                              |                                            |
| 1978-12-18 (1979*) | New South Wales Open                       |                                            | 75.000                                     | hardcourt, buiten                          | Dianne Fromholtz                           | Wendy Turnbull                             | 6-2, 7-5                                   |                                            |
| 1979-12-03         | NSW Building Society Classic               |                                            | 100.000                                    | gras, buiten                               | Sue Barker                                 | Rosalyn Fairbank                           | 6-0, 7-5                                   |                                            |
| 1979-12-17 (1980*) | New South Wales Open                       |                                            | 50.000                                     | gras, buiten                               | Hana Mandlíková                            | Bettina Bunge                              | 6-3, 3-6, 6-3                              |                                            |
| 1980-12-01 (1981*) | Building Society NSW Open                  |                                            | 125.000                                    | gras, buiten                               | Wendy Turnbull                             | Pam Shriver                                | 3-6, 6-4, 7-6                              |                                            |
| 1981-11-17 (1982*) | Building Society NSW Open                  |                                            | 125.000                                    | gras, buiten                               | Chris Evert                                | Martina Navrátilová                        | 6-4, 2-6, 6-1                              |                                            |
| 1982-11-16 (1983*) | Building Society NSW Open                  |                                            | 125.000                                    | gras, buiten                               | Martina Navrátilová                        | Evonne Cawley                              | 6-0, 3-6, 6-1                              |                                            |
| 1983-11-15 (1984*) | NSW Building Society                       |                                            | 150.000                                    | gras, buiten                               | Jo Durie                                   | Kathy Jordan                               | 6-3, 7-5                                   |                                            |
| 1984-11-19 (1985*) | NSW Building Society                       |                                            | 150.000                                    | gras, buiten                               | Martina Navrátilová                        | Ann Henricksson                            | 6-1, 6-1                                   |                                            |
| 1985-11-18 (1986*) | Family Circle NSW Open                     |                                            | 150.000                                    | gras, buiten                               | Martina Navrátilová                        | Hana Mandlíková                            | 3-6, 6-1, 6-2                              |                                            |
| 1987-01-05         | Family Circle NSW Open                     |                                            | 150.000                                    | gras, buiten                               | Zina Garrison                              | Pam Shriver                                | 6-2, 6-4                                   | details                                    |
| 1988-01-04         | New South Wales Open                       | Tier IV                                    | 200.000                                    | gras, buiten                               | Pam Shriver                                | Helena Suková                              | 6-2, 6-3                                   | details                                    |
| 1989-01-09         | New South Wales Open                       | Tier IV                                    | 200.000                                    | hardcourt, buiten                          | Martina Navrátilová                        | Catarina Lindqvist                         | 6-2, 6-4                                   | details                                    |
| 1990-01-08         | Holden NSW Open                            | Tier III                                   | 225.000                                    | hardcourt, buiten                          | Natallja Zverava                           | Barbara Paulus                             | 4-6, 6-1, 6-3                              | details                                    |
| 1991-01-07         | Holden NSW Open                            | Tier III                                   | 225.000                                    | hardcourt, buiten                          | Jana Novotná                               | Arantxa Sánchez                            | 6-4, 6-2                                   | details                                    |
| 1992-01-06         | NSW Open T'mnt of Champions                | Tier III                                   | 225.000                                    | hardcourt, buiten                          | Gabriela Sabatini                          | Arantxa Sánchez                            | 6-1, 6-1                                   | details                                    |
| 1993-01-11         | Peters NSW Open                            | Tier II                                    | 275.000                                    | hardcourt, buiten                          | Jennifer Capriati                          | Anke Huber                                 | 6-1, 6-4                                   | details                                    |
| 1994-01-10         | Peters NSW Open                            | Tier II                                    | 300.000                                    | hardcourt, buiten                          | Kimiko Date                                | Mary Joe Fernandez                         | 6-4, 6-2                                   | details                                    |
| 1995-01-09         | Peters NSW Open                            | Tier II                                    | 322.500                                    | hardcourt, buiten                          | Gabriela Sabatini                          | Lindsay Davenport                          | 6-3, 6-4                                   | details                                    |
| 1996-01-08         | Peters Invitational                        | Tier II                                    | 342.500                                    | hardcourt, buiten                          | Monica Seles                               | Lindsay Davenport                          | 4-6, 7-6, 6-3                              | details                                    |
| 1997-01-06         | Sydney International                       | Tier II                                    | 342.500                                    | hardcourt, buiten                          | Martina Hingis                             | Jennifer Capriati                          | 6-1, 5-7, 6-1                              | details                                    |
| 1998-01-11         | Sydney International                       | Tier II                                    | 342.500                                    | hardcourt, buiten                          | Arantxa Sánchez                            | Venus Williams                             | 6-1, 6-3                                   | details                                    |
| 1999-01-10         | Adidas International                       | Tier II                                    | 420.000                                    | hardcourt, buiten                          | Lindsay Davenport                          | Martina Hingis                             | 6-4, 6-3                                   | details                                    |
| 2000-01-09         | Adidas International                       | Tier II                                    | 460.000                                    | hardcourt, buiten                          | Amélie Mauresmo                            | Lindsay Davenport                          | 7-6, 6-4                                   | details                                    |
| 2001-01-07         | Adidas International                       | Tier II                                    | 515.000                                    | hardcourt, buiten                          | Martina Hingis                             | Lindsay Davenport                          | 6-3, 4-6, 7-5                              | details                                    |
| 2002-01-06         | Adidas International                       | Tier II                                    | 585.000                                    | hardcourt, buiten                          | Martina Hingis                             | Meghann Shaughnessy                        | 6-2, 6-3                                   | details                                    |
| 2003-01-05         | Adidas International                       | Tier II                                    | 585.000                                    | hardcourt, buiten                          | Kim Clijsters                              | Lindsay Davenport                          | 6-4, 6-3                                   | details                                    |
| 2004-01-11         | Adidas International                       | Tier II                                    | 585.000                                    | hardcourt, buiten                          | Justine Henin-Hardenne                     | Amélie Mauresmo                            | 6-4, 6-4                                   | details                                    |
| 2005-01-09         | Medibank International                     | Tier II                                    | 585.000                                    | hardcourt, buiten                          | Alicia Molik                               | Samantha Stosur                            | 6-7, 6-4, 7-5                              | details                                    |
| 2006-01-08         | Medibank International                     | Tier II                                    | 600.000                                    | hardcourt, buiten                          | Justine Henin                              | Francesca Schiavone                        | 4-6, 7-5, 7-5                              | details                                    |
| 2007-01-07         | Medibank International                     | Tier II                                    | 600.000                                    | hardcourt, buiten                          | Kim Clijsters                              | Jelena Janković                            | 4-6, 7-6, 6-4                              | details                                    |
| 2008-01-06         | Medibank International                     | Tier II                                    | 600.000                                    | hardcourt, buiten                          | Justine Henin                              | Svetlana Koeznetsova                       | 4-6, 6-2, 6-4                              | details                                    |
| 2009-01-11         | Medibank International                     | Premier                                    | 600.000                                    | hardcourt, buiten                          | Jelena Dementjeva                          | Dinara Safina                              | 6-3, 2-6, 6-1                              | details                                    |
| 2010-01-10         | Medibank International                     | Premier                                    | 600.000                                    | hardcourt, buiten                          | Jelena Dementjeva                          | Serena Williams                            | 6-3, 6-2                                   | details                                    |
| 2011-01-09         | Medibank International                     | Premier                                    | 618.000                                    | hardcourt, buiten                          | Li Na                                      | Kim Clijsters                              | 7-6, 6-3                                   | details                                    |
| 2012-01-08         | Apia International Sydney                  | Premier                                    | 637.000                                    | hardcourt, buiten                          | Viktoryja Azarenka                         | Li Na                                      | 6-2, 1-6, 6-3                              | details                                    |
| 2013-01-06         | Apia International Sydney                  | Premier                                    | 690.000                                    | hardcourt, buiten                          | Agnieszka Radwańska                        | Dominika Cibulková                         | 6-0, 6-0                                   | details                                    |
| 2014-01-05         | Apia International Sydney                  | Premier                                    | 710.000                                    | hardcourt, buiten                          | Tsvetana Pironkova                         | Angelique Kerber                           | 6-4, 6-4                                   | details                                    |
| 2015-01-11         | Apia International Sydney                  | Premier                                    | 731.000                                    | hardcourt, buiten                          | Petra Kvitová                              | Karolína Plíšková                          | 7-6, 7-6                                   | details                                    |
| 2016-01-10         | Apia International Sydney                  | Premier                                    | 753.000                                    | hardcourt, buiten                          | Svetlana Koeznetsova                       | Mónica Puig                                | 6-0, 6-2                                   | details                                    |
| 2017-01-08         | Apia International Sydney                  | Premier                                    | 776.000                                    | hardcourt, buiten                          | Johanna Konta                              | Agnieszka Radwańska                        | 6-4, 6-2                                   | details                                    |
| 2018-01-07         | Sydney International                       | Premier                                    | 799.000                                    | hardcourt, buiten                          | Angelique Kerber                           | Ashleigh Barty                             | 6-4, 6-4                                   | details                                    |
| 2019-01-06         | Sydney International                       | Premier                                    | 823.000                                    | hardcourt, buiten                          | Petra Kvitová                              | Ashleigh Barty                             | 1-6, 7-5, 7-6                              | details                                    |
| 2020–2021          | toernooi geannuleerd wegens coronapandemie | toernooi geannuleerd wegens coronapandemie | toernooi geannuleerd wegens coronapandemie | toernooi geannuleerd wegens coronapandemie | toernooi geannuleerd wegens coronapandemie | toernooi geannuleerd wegens coronapandemie | toernooi geannuleerd wegens coronapandemie | toernooi geannuleerd wegens coronapandemie |
| 2022-01-10         | Sydney Tennis Classic                      | WTA 500                                    | 703.580                                    | hardcourt, buiten                          | Paula Badosa                               | Barbora Krejčíková                         | 6-3, 4-6, 7-6                              | details                                    |

* Bij een aanvangsdatum in november/december geldt het volgende jaar als toernooi-jaar.

### Dubbelspel
| Datum              | Naam                                       | Cat.                                       | ($)                                        | Ondergrond                                 | Winnaressen                                | Verliezend finalistes                      | Uitslag                                    |                                            |
| ------------------ | ------------------------------------------ | ------------------------------------------ | ------------------------------------------ | ------------------------------------------ | ------------------------------------------ | ------------------------------------------ | ------------------------------------------ | ------------------------------------------ |
| 1952-11-13         | New South Wales Champ's                    |                                            |                                            | gras, buiten                               | Maureen Connolly Julia Sampson             | Mary Hawton Beryl Penrose                  | 4-6, 6-2, 6-1                              |                                            |
| 1960-11-09         | New South Wales Champ's                    |                                            |                                            | gras, buiten                               | Mary Carter-Reitano Margaret Smith         | Lesley Turner Noelene Turner               | 6-3, 7-9, 6-2                              |                                            |
| 1961-12-15         | New South Wales Champ's                    |                                            |                                            | gras, buiten                               | Robyn Ebbern Margaret Smith                | Mary Bevis-Hawton Mary Carter-Reitano      | 6-2, 6-3                                   |                                            |
| 1961-12-28         | Manly Seaside Champ's                      |                                            |                                            | gras, buiten                               | Darlene Hard Mary Carter-Reitano           | Margaret Smith Judy Tegart                 | 6-3, 6-4                                   |                                            |
| 1962-11-22         | New South Wales Champ's                    |                                            |                                            | gras, buiten                               | Jan Lehane Lesley Turner                   | Elizabeth Starkie Judy Tegart              | 6-4, 6-3                                   |                                            |
| 1963-11-10         | New South Wales Champ's                    |                                            |                                            | gras, buiten                               | Margaret Smith Robyn Ebbern                | Jan Lehane Lesley Turner                   | 6-4, 6-3                                   |                                            |
| 1964-11-19         | New South Wales Champ's                    |                                            |                                            | gras, buiten                               | Billie Jean Moffitt Robyn Ebbern           | Margaret Smith Lesley Turner               | 6-4, 3-6, 7-5                              |                                            |
| 1965-11-13         | New South Wales Champ's                    |                                            |                                            | gras, buiten                               | Margaret Smith Lesley Turner               | Nancy Richey Carole Caldwell               | 6-3, 8-6                                   |                                            |
| 1969-01-13         | New South Wales Open                       |                                            | 27.750                                     | gras, buiten                               | Margaret Court Judy Tegart                 | Billie Jean King Rosie Casals              | 15-13, 4-6, 6-3                            |                                            |
| 1971-01-11         | New South Wales Open                       |                                            |                                            | hardcourt, buiten                          | Margaret Court Olga Morozova               | Helen Gourlay Kerry Harris                 | 6-2, 6-0                                   |                                            |
| 1972-01-03         | New South Wales Open                       |                                            |                                            | hardcourt, buiten                          | Patricia Edwards Evonne Goolagong          | Lesley Bowrey Virginia Wade                | 6-1, 6-2                                   |                                            |
| 1973-01-01         | New South Wales Open                       |                                            |                                            | hardcourt, buiten                          | Chris O'Neil Kazuko Sawamatsu              | Lesley Charles Glynis Coles                | 6-3, 6-4                                   |                                            |
| 1973-12-29 (1974*) | New South Wales Open                       |                                            |                                            | hardcourt, buiten                          | Ann Kiyomura Kazuko Sawamatsu              | Janet Fallis Pam Whytcross                 | 6-3, 6-3                                   |                                            |
| 1974-12-16 (1975*) | New South Wales Open                       |                                            |                                            | hardcourt, buiten                          | Evonne Goolagong Peggy Michel              | Olga Morozova Martina Navrátilová          | 6-7, 6-4, 6-1                              |                                            |
| 1975-12-15 (1976*) | New South Wales Open                       |                                            |                                            | hardcourt, buiten                          | Evonne Cawley Helen Gourlay                | Heidi Eisterlehner Helga Masthoff          | 6-3, 4-6, 6-3                              |                                            |
| 1976-11-29         | Colgate Sydney Open                        |                                            | 100.000                                    | gras, buiten                               | Martina Navrátilová Betty Stöve            | Françoise Dürr Ann Kiyomura                | 6-3, 7-5                                   |                                            |
| 1976-12-27 (1977*) | New South Wales Open                       |                                            | 35.000                                     | gras, buiten                               | Helen Gourlay Betsy Nagelsen               | Dianne Fromholtz Renáta Tomanová           | 6-4, 6-1                                   |                                            |
| 1977-11-14         | Colgate Sydney Open                        |                                            | 100.000                                    | gras, buiten                               | Kerry Reid Greer Stevens                   | Evonne Goolagong Betty Stöve               | regen                                      |                                            |
| 1977-12-12 (1978*) | New South Wales Open                       |                                            | 35.000                                     | gras, buiten                               | Evonne Cawley Helen Cawley                 | Mona Guerrant Kerry Reid                   | 6-0, 6-0                                   |                                            |
| 1978-12-04         | Sydney Toyota Classic                      |                                            | 75.000                                     | gras, buiten                               | Kerry Reid Wendy Turnbull                  | Judy Chaloner Anne Hobbs                   | 6-2, 4-6, 6-2                              |                                            |
| 1978-12-18 (1979*) | New South Wales Open                       |                                            | 75.000                                     | hardcourt, buiten                          | Lesley Hunt Sharon Walsh                   | Ilana Kloss Marise Kruger                  | 6-2, 6-1                                   |                                            |
| 1979-12-03         | NSW Building Society Classic               |                                            | 100.000                                    | gras, buiten                               | Wendy Turnbull Billie Jean King            | Pam Shriver Sue Barker                     | 7-5, 6-4                                   |                                            |
| 1979-12-17 (1980*) | New South Wales Open                       |                                            | 50.000                                     | gras, buiten                               | Diane Desfor Barbara Hallquist             | Barbara Jordan Kym Ruddell                 | 4-6, 6-2, 6-2                              |                                            |
| 1980-12-01 (1981*) | Building Society NSW Open                  |                                            | 125.000                                    | gras, buiten                               | Pam Shriver Betty Stöve                    | Rosie Casals Wendy Turnbull                | 6-1, 4-6, 6-4                              |                                            |
| 1981-11-17 (1982*) | Building Society NSW Open                  |                                            | 125.000                                    | gras, buiten                               | Martina Navrátilová Pam Shriver            | Kathy Jordan Anne Smith                    | 6-7, 6-2, 6-4                              |                                            |
| 1982-11-16 (1983*) | Building Society NSW Open                  |                                            | 125.000                                    | gras, buiten                               | Martina Navrátilová Pam Shriver            | Claudia Kohde-Kilsch Eva Pfaff             | 6-2, 2-6, 7-6                              |                                            |
| 1983-11-15 (1984*) | NSW Building Society                       |                                            | 150.000                                    | gras, buiten                               | Anne Hobbs Wendy Turnbull                  | Hana Mandlíková Helena Suková              | 6-4, 6-3                                   |                                            |
| 1984-11-13 (1985*) | NSW Building Society                       |                                            | 150.000                                    | gras, buiten                               | Claudia Kohde-Kilsch Helena Suková         | Wendy Turnbull Sharon Walsh                | 6-2, 7-6                                   |                                            |
| 1985-11-18 (1986*) | Family Circle NSW Open                     |                                            | 150.000                                    | gras, buiten                               | Hana Mandlíková Wendy Turnbull             | Rosalyn Fairbank Candy Reynolds            | 3-6, 7-6, 6-4                              |                                            |
| 1987-01-05         | Family Circle NSW Open                     |                                            | 150.000                                    | gras, buiten                               | Betsy Nagelsen Elizabeth Smylie            | Jenny Byrne Janine Tremelling              | 6-7, 7-5, 6-1                              | details                                    |
| 1988-01-04         | New South Wales Open                       | Tier IV                                    | 200.000                                    | gras, buiten                               | Ann Henricksson Christiane Jolissaint      | Claudia Kohde-Kilsch Helena Suková         | 7-6, 4-6, 6-3                              | details                                    |
| 1989-01-09         | New South Wales Open                       | Tier IV                                    | 200.000                                    | hardcourt, buiten                          | Martina Navrátilová Pam Shriver            | Elizabeth Smylie Wendy Turnbull            | 6-3, 6-3                                   | details                                    |
| 1990-01-08         | Holden NSW Open                            | Tier III                                   | 225.000                                    | hardcourt, buiten                          | Jana Novotná Helena Suková                 | Larisa Savtsjenko Natallja Zverava         | 6-3, 7-5                                   | details                                    |
| 1991-01-07         | Holden NSW Open                            | Tier III                                   | 225.000                                    | hardcourt, buiten                          | Arantxa Sánchez Helena Suková              | Gigi Fernández Jana Novotná                | 6-1, 6-4                                   | details                                    |
| 1992-01-06         | NSW Open T'mnt of Champions                | Tier III                                   | 225.000                                    | hardcourt, buiten                          | Arantxa Sánchez Helena Suková              | Mary Joe Fernandez Zina Garrison           | 7-6, 6-7, 6-2                              | details                                    |
| 1993-01-11         | Peters NSW Open                            | Tier II                                    | 275.000                                    | hardcourt, buiten                          | Pam Shriver Elizabeth Smylie               | Lori McNeil Rennae Stubbs                  | 7-6, 6-2                                   | details                                    |
| 1994-01-10         | Peters NSW Open                            | Tier II                                    | 300.000                                    | hardcourt, buiten                          | Patty Fendick Meredith McGrath             | Jana Novotná Arantxa Sánchez               | 6-2, 6-3                                   | details                                    |
| 1995-01-09         | Peters NSW Open                            | Tier II                                    | 322.500                                    | hardcourt, buiten                          | Lindsay Davenport Jana Novotná             | Patty Fendick Mary Joe Fernandez           | 7-5, 2-6, 6-4                              | details                                    |
| 1996-01-08         | Peters Invitational                        | Tier II                                    | 342.500                                    | hardcourt, buiten                          | Lindsay Davenport Mary Joe Fernandez       | Lori McNeil Helena Suková                  | 6-3, 6-3                                   | details                                    |
| 1997-01-06         | Sydney International                       | Tier II                                    | 342.500                                    | hardcourt, buiten                          | Gigi Fernández Arantxa Sánchez             | Lindsay Davenport Natallja Zverava         | 6-3, 6-1                                   | details                                    |
| 1998-01-11         | Sydney International                       | Tier II                                    | 342.500                                    | hardcourt, buiten                          | Martina Hingis Helena Suková               | Katrina Adams Meredith McGrath             | 6-1, 6-2                                   | details                                    |
| 1999-01-10         | Adidas International                       | Tier II                                    | 420.000                                    | hardcourt, buiten                          | Jelena Lichovtseva Ai Sugiyama             | Mary Joe Fernandez Anke Huber              | 6-3, 2-6, 6-0                              | details                                    |
| 2000-01-09         | Adidas International                       | Tier II                                    | 460.000                                    | hardcourt, buiten                          | Julie Halard-Decugis Ai Sugiyama           | Martina Hingis Mary Pierce                 | 6-0, 6-3                                   | details                                    |
| 2001-01-07         | Adidas International                       | Tier II                                    | 515.000                                    | hardcourt, buiten                          | Anna Koernikova Barbara Schett             | Lisa Raymond Rennae Stubbs                 | 6-2, 7-5                                   | details                                    |
| 2002-01-06         | Adidas International                       | Tier II                                    | 585.000                                    | hardcourt, buiten                          | Lisa Raymond Rennae Stubbs                 | Martina Hingis Anna Koernikova             | forfait                                    | details                                    |
| 2003-01-05         | Adidas International                       | Tier II                                    | 585.000                                    | hardcourt, buiten                          | Kim Clijsters Ai Sugiyama                  | Conchita Martínez Rennae Stubbs            | 6-3, 6-3                                   | details                                    |
| 2004-01-11         | Adidas International                       | Tier II                                    | 585.000                                    | hardcourt, buiten                          | Cara Black Rennae Stubbs                   | Dinara Safina Meg Shaughnessy              | 7-5, 3-6, 6-4                              | details                                    |
| 2005-01-09         | Medibank International                     | Tier II                                    | 585.000                                    | hardcourt, buiten                          | Bryanne Stewart Samantha Stosur            | Jelena Dementjeva Ai Sugiyama              | forfait                                    | details                                    |
| 2006-01-08         | Medibank International                     | Tier II                                    | 600.000                                    | hardcourt, buiten                          | Corina Morariu Rennae Stubbs               | V Ruano Pascual Paola Suárez               | 6-3, 5-7, 6-2                              | details                                    |
| 2007-01-07         | Medibank International                     | Tier II                                    | 600.000                                    | hardcourt, buiten                          | Anna-Lena Grönefeld Meghann Shaughnessy    | Marion Bartoli Meilen Tu                   | 6-3, 3-6, 7-6                              | details                                    |
| 2008-01-06         | Medibank International                     | Tier II                                    | 600.000                                    | hardcourt, buiten                          | Yan Zi Zheng Jie                           | Tetjana Perebyjnis Tatjana Poetsjek        | 6-4, 7-6                                   | details                                    |
| 2009-01-11         | Medibank International                     | Premier                                    | 600.000                                    | hardcourt, buiten                          | Hsieh Su-wei Peng Shuai                    | Nathalie Dechy Casey Dellacqua             | 6-0, 6-1                                   | details                                    |
| 2010-01-10         | Medibank International                     | Premier                                    | 600.000                                    | hardcourt, buiten                          | Cara Black Liezel Huber                    | Tathiana Garbin Nadja Petrova              | 6-1, 3-6, [10-3]                           | details                                    |
| 2011-01-09         | Medibank International                     | Premier                                    | 618.000                                    | hardcourt, buiten                          | Iveta Benešová Barbora Záhlavová-Strýcová  | Květa Peschke Katarina Srebotnik           | 4-6, 6-4, [10-7]                           | details                                    |
| 2012-01-08         | Apia International Sydney                  | Premier                                    | 637.000                                    | hardcourt, buiten                          | Květa Peschke Katarina Srebotnik           | Liezel Huber Lisa Raymond                  | 6-1, 4-6, [13-11]                          | details                                    |
| 2013-01-06         | Apia International Sydney                  | Premier                                    | 690.000                                    | hardcourt, buiten                          | Nadja Petrova Katarina Srebotnik           | Sara Errani Roberta Vinci                  | 6-3, 6-4                                   | details                                    |
| 2014-01-05         | Apia International Sydney                  | Premier                                    | 710.000                                    | hardcourt, buiten                          | Tímea Babos Lucie Šafářová                 | Sara Errani Roberta Vinci                  | 7-5, 3-6, [10-7]                           | details                                    |
| 2015-01-11         | Apia International Sydney                  | Premier                                    | 731.000                                    | hardcourt, buiten                          | Bethanie Mattek-Sands Sania Mirza          | Raquel Kops-Jones Abigail Spears           | 6-3, 6-3                                   | details                                    |
| 2016-01-10         | Apia International Sydney                  | Premier                                    | 753.000                                    | hardcourt, buiten                          | Martina Hingis Sania Mirza                 | Caroline Garcia Kristina Mladenovic        | 1-6, 7-5, [10-5]                           | details                                    |
| 2017-01-08         | Apia International Sydney                  | Premier                                    | 776.000                                    | hardcourt, buiten                          | Tímea Babos Anastasija Pavljoetsjenkova    | Sania Mirza Barbora Strýcová               | 6-4, 6-4                                   | details                                    |
| 2018-01-07         | Sydney International                       | Premier                                    | 799.000                                    | hardcourt, buiten                          | Gabriela Dabrowski Xu Yifan                | Latisha Chan A Sestini-Hlaváčková          | 6-3, 6-1                                   | details                                    |
| 2019-01-06         | Sydney International                       | Premier                                    | 823.000                                    | hardcourt, buiten                          | Aleksandra Krunić Kateřina Siniaková       | Eri Hozumi Alicja Rosolska                 | 6-1, 7-6                                   | details                                    |
| 2020–2021          | toernooi geannuleerd wegens coronapandemie | toernooi geannuleerd wegens coronapandemie | toernooi geannuleerd wegens coronapandemie | toernooi geannuleerd wegens coronapandemie | toernooi geannuleerd wegens coronapandemie | toernooi geannuleerd wegens coronapandemie | toernooi geannuleerd wegens coronapandemie | toernooi geannuleerd wegens coronapandemie |
| 2022-01-10         | Sydney Tennis Classic                      | WTA 500                                    | 703.580                                    | hardcourt, buiten                          | Anna Danilina Beatriz Haddad Maia          | Vivian Heisen Panna Udvardy                | 4-6, 7-5, [10-8]                           | details                                    |

* Bij een aanvangsdatum in november/december geldt het volgende jaar als toernooi-jaar.

## Bron
- (en) Sydney Tournament History at tennisforum.com

Toernooien sinds 1990: 1990 · 1991 · 1992 · 1993 · 1994 · 1995 · 1996 · 1997 · 1998 · 1999 · 2000 · 2001 · 2002 · 2003 · 2004 · 2005 · 2006 · 2007 · 2008 · 2009 · 2010 · 2011 · 2012 · 2013 · 2014 · 2015 · 2016 · 2017 · 2018 · 2019 · 2020 · 2021 · 2022
ITF-toernooien (mannen en vrouwen)

ATP-toernooien (mannen) – ATP-seizoen 2025

WTA-toernooien (vrouwen) – WTA-seizoen 2025

Voormalige toernooien mannen
Voormalige toernooien vrouwen
Voormalige amateurtoernooien